# Playa de La Atunara
La playa de La Atunara está situada en el término municipal de La Línea de la Concepción, entre los núcleos de La Atunara y La Línea de la Concepción. Es una de las últimas playas del litoral mediterráneo de la provincia de Cádiz. Tiene unos 1500 metros de longitud y unos 90 metros de anchura media. Es una playa muy transitada y que limita al sur con la playa de Levante y al norte con la playa de Torrenueva. En sus inmediaciones se encuentran los restos de la batería de la Tunara. Posee algunas piedras sueltas y su comunicación es buena a través de la carretera local. Posee en su paseo marítimo varios restaurantes, conocidos por sus pescaitos y las almejas de La Atunara. Entre las tradiciones destaca la de la virgen del Carmen que sale por el puerto de La Atunara recorre las calles de la Línea y después se hace una verbena. Cuenta con todos los servicios básicos exigibles a una playa urbana, recogida de basuras diaria en temporada de baño, aseos, duchas y acceso para discapacitados así como presencia de equipo de salvamento y policía local.
El medio natural de esta playa se encuentra muy degradado por la presencia inmediata de construcciones y la afluencia de veraneantes. El sistema dunar presente consta de dunas activas cercanas a la costa de muy poca extensión y un sistema secundario activo más amplio en el que se sitúan especies vegetales propias de ecosistemas costeros similares tales como la azucena de mar, el alhelí de mar y otras similares destacando la ausencia del barrón, muy extendido en otros sistemas dunares cercanos.